# Guzabeta
Guzabeta (łac. Diocesis Guzabetensis) – stolica historycznej diecezji we Cesarstwie rzymskim w prowincji Numidia zlikwidowana w VII wieku podczas ekspansji islamskiej, współcześnie w północnej Algierii. Obecnie katolickie biskupstwo tytularne. 

## Biskupi tytularni
| Lp. | Biskup           | Funkcja                                                | Od                   | Do               |
| --- | ---------------- | ------------------------------------------------------ | -------------------- | ---------------- |
| 1   | Charles Lévesque | biskup pomocniczy Sainte-Anne-de-la-Pocatière (Kanada) | 18 października 1965 | 17 sierpnia 1968 |
| 2   | Flaviano Ariola  | emerytowany biskup Legazpi (Filipiny)                  | 27 listopada 1968    | 4 grudnia 1970   |
| 3   | Klaus Dick       | biskup pomocniczy Kolonii (Niemcy)                     | 17 marca 1975        | 25 lutego 2024   |
| 2   | Johannes Freitag | biskup pomocniczy Grazu-Seckau (Austria)               | 31 stycznia 2025     |                  |